# Leif Ove Andsnes
Leif Ove Andsnes (Karmøy, 7 de abril de 1970) é um pianista norueguês, uma das figuras mais importantes da música clássica dos dias de hoje. Distingue-se principalmente pelas suas interpretações de Edvard Grieg, Wolfgang Amadeus Mozart, Joseph Haydn, Franz Schubert, Sergey Rachmaninoff, Leos Janacek e Robert Schumann.

## Biografia
Leif Ove Andsnes estudou no conservatório de Bergen com o professor tcheco Jiri Hlinka. Em 1987 ele ganhou o prêmio Hindemith em Frankfurt, e em 1988 o Prêmio dos Críticos Musicais da Noruega; mais tarde, ganhou também o Prêmio Grieg de Bergen (1990) e o cobiçado Choc du Monde de la Musique da França em 1998. Atualmente é diretor artístico do Festival de Música de Câmara de Risør. Reputadíssimo como recitalista, ele frequenta as mais importantes salas de concerto do planeta. Ele diz que gosta de explorar repertório inusitado, aquelas peças que o público raramente ouve, como os compositores noruegueses Tveitt, Saeverud, Monrad Johansen e Valen. Suas interpretações se caracterizam por um alto grau de envolvimento emocional com a música que toca. Ele gravou vários dos concertos para piano de Wolfgang Amadeus Mozart, tocando e regendo ao mesmo tempo, assim como o próprio Mozart fazia.

## Discografia
- Nielsen: The Wind Chamber Music (1989) BIS-CD-428
- Prokofiev: Piano Concerto No. 3/Symphony No. 7 (1990) Simax PSC 1060
- Chopin/Schumann: Cello Sonata, Adagio & Allegro etc. (1990) Simax PSC 1063
- Chopin/Smetana/Beethoven: Sonatas etc. (1991) Vest-Norsk Plateselskap 0091-0023
- Grieg: Piano Concerto - Liszt: Piano Concerto No. 2 (1991) Virgin Classics 0777 7596132 4
- Janácek: Piano Sonata 1.X.1905 - In the Mists etc. (1991) Virgin Classics 0777 7596392 2
- Chopin: The Piano Sonatas (1992) Virgin Classics 0777 7590722 3
- Prokofiev: Piano Concerto No. 3/Symphony No. 7 (1993) Simax PSC 1060
- Grieg: Piano Sonata/Lyric Pieces (1993) Virgin Classics 0777 7 59300 2 3
- Brahms/Schumann: Viola Sonatas, Märchenbilder (1993) Virgin Classics 0 777 7 59309 2 4
- Janácek/Debussy/Ravel/Nielsen: Violin Sonatas (1995) Virgin Classics 7243 5 45122 2 3
- Rachmaninov: Piano Concerto No. 3 (1995) Virgin Classics 7243 5 45173 2 7
- Chopin/Schumann: Cello Sonata, Adagio & Allegro etc. (1996) Simax PSC 1063
- Chopin: The Piano Sonatas (1996) Virgin Classics 7243 5 61317 2 9
- Nielsen: Piano Pieces (1996) Virgin Classics 7243 5 45129 2 6
- Rachmaninov: Piano Concerto No. 3 (1997) EMI Classics 7243 5 56350 2 0
- Schumann: Piano Sonata No. 1 - Fantasy (1997) EMI Classics 7243 5 56414 2 7
- The long, long winter night (1998) EMI Classics 7243 5 56541 2
- Brahms: Piano Concerto No. 1, etc. (1998) EMI Classics 7243 5 56583 2 6
- Chopin: The Piano Sonatas (1999) Virgin Classics 7243 5 61618 2 5
- Szymanowski: Król Roger - Symphony No. 4 (1999) EMI Classics 7243 5 56823 2 1
- Rachmaninov: Songs (1999) EMI Classics 7243 5 56814 2 3
- Haydn: Piano Sonatas (1999) EMI Classics 7243 5 56756 2 0
- Britten - Shostakovich - Enesco (1999) EMI Classics 7243 5 56760 2 3
- Janácek: Piano Sonata 1.X.1905 - In the Mists etc. (2000) EMI Records Ltd 7243 5 61839 2 6
- Grieg: Concerto - Sonata - Lyric Pieces (2000) EMI Records Ltd 7243 5 61745 2 8
- Haydn: Piano Concertos Nos. 3, 4 & 11 (2000) EMI Classics 7243 5 56960 2 1
- Liszt: Piano Recital (2001) EMI Classics 7243 5 57002 2 3
- Grieg: Piano Concerto - Liszt: Piano Concerto No. 2 (2002) EMI Records Ltd 7243 5 61996 2 0
- Nielsen: Piano Pieces (2002) EMI Records Ltd 7243 5 62040 2 7
- Janácek/Debussy/Ravel/Nielsen/Brahms/Schumann: Violin & Viola Sonatas (2002) EMI Records Ltd 7243 5 62016 2 0
- Grieg: Lyric Pieces (2002) EMI Classics 7243 5 57296 2 0
- Schubert: Piano Sonata, D. 959 4 Lieder (2002) EMI Classics 7243 5 57266 2 9
- Schubert: Piano Sonata, D. 850 9 Lieder (2003) EMI Classics 7243 5 57460 2 3
- Grieg/Schumann - Piano Concertos (2003) EMI Classics 7243 5 57486 2 1
- Dvorák: Violin Concerto - Piano Quintet (2003) EMI Classics 7243 5 57439 2 3
- Chopin: Piano Sonatas Nos. 2 & 3 (2004) EMI Records Ltd 7243 5 62476 2 8
- Rachmaninov: Piano Concerto No. 3 etc. (2004) EMI Classics 7243 5 62837 2 5
- Szymanowski: Violin Concertos Nos. 1 & 2 etc. (2004) EMI Classics 7243 5 57777 2 0
- Mozart: Piano Concertos 9 & 18 (2004) EMI Classics 7243 5 57803 2 4
- Schubert: Winterreise (2004) EMI Classics 7243 5 57790 2 1
- Bartók: Violin Sonatas (2004) EMI Records Ltd/Virgin Classics 7243 5 45668 2 0
- Bartók: The Piano Concertos (2005) Deutsche Grammophon 289 477 5330
- Schubert: Piano Sonata D960 3 Lieder (2005) EMI Classics 7243 5 57901 2 5
- Rachmaninov: Piano Concertos 1 & 2 (2005) EMI Classics 7243 4 74813 2 1